# Gabriel François Doyen

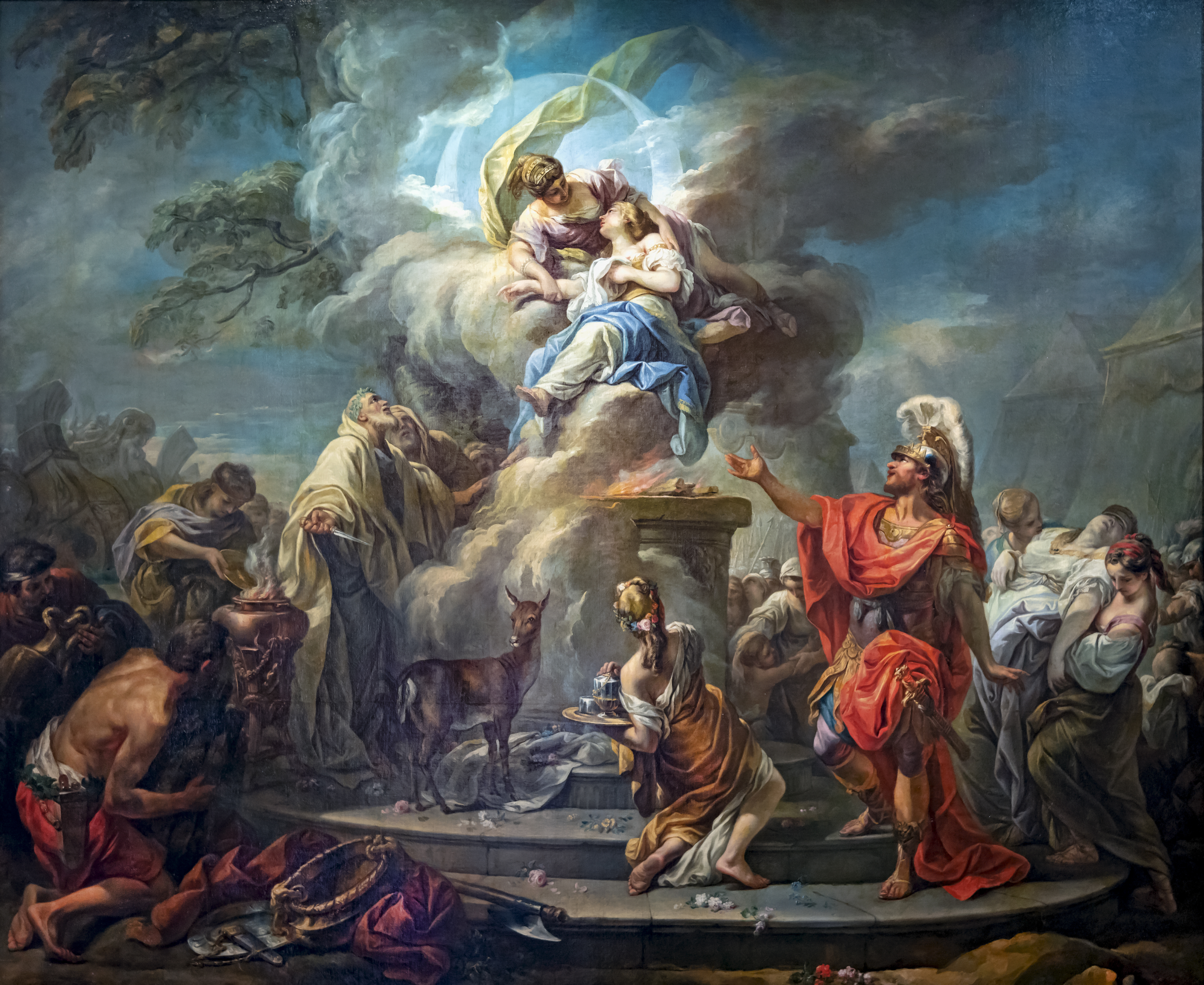
O sacrifício de Ifigênia, 1749 - Coleção Motais de Narbonne

Gabriel François Doyen (Paris, 20 de maio de 1726 – São Petersburgo, 5 de junho de 1806) foi um pintor francês. 
Tornou-se um artista contra os desejos de seu pai, tornando-se aluno aos doze anos de idade de Charles-André van Loo. Fazendo um progresso rápido, ele obteve aos vinte anos o Grande Prêmio de Roma e, em 1748, partiu para Roma. Estudou os trabalhos de Annibale Carracci, Pietro Berrettini da Cortona, Giulio Romano e Michelangelo, depois visitou Nápoles, Bolonha e, principalmente, Veneza. Nesta última cidade, Doyen foi grandemente influenciado pelo trabalho dos famosos coloristas, como Ticiano . 
Em 1755, retornou a Paris. A princípio, foi desprezado e depreciado, mas decidido e com um grande esforço para obter uma reputação, em 1758, exibiu a sua obra Morte de Virgínia. Foi completamente bem-sucedido e conseguiu a admissão na Academia Real de Pintura e Escultura. Doyen também foi influenciado por Peter Paul Rubens após uma visita a Antuérpia. Talvez essa influência seja melhor exibida em seu Le Miracle des ardents, pintado para a igreja de St. Genevieve em St. Roch (1767). Esta pintura foi exibida no salão de 1767, e foi recordada por Saint-Aubin em "Visão do salão de 1767". O historiador de arte Michael Levey descreveu essa pintura como o "ponto alto" da carreira do artista, sugerindo que o drama da peça pode ser um precursor daquele que caracteriza a pintura romântica francesa do século XIX. Ele observa como as figuras contorcidas do primeiro plano são semelhantes às encontradas em A Balsa da Medusa de Théodore Géricault.  Em 1773, Doyen pintou A Última Comunhão de São Luís para o altar-mor da capela da École Militaire; lembra intensamente A Última Comunhão de São Jerônimo, de Domenichino, e exibe uma forte clareza de mensagem, por estar posicionada muito acima do altar-mor. Outro trabalho notável deste período da vida de Doyen é o Triunfo de Thetis para a capela dos Invalides. Em 1776, ele foi nomeado professor na Academia. 
Durante os estágios iniciais da Revolução Francesa, ele se tornou ativo no projeto do museu nacional;  no entanto, em 1791, ele deixou a França e seguiu para a Rússia, a convite de Catarina II. Ele se estabeleceu em São Petersburgo, onde foi muito respeitado pela família imperial e pelo establishment da arte russa. Ele morreu no dia 5 de junho de 1806. 